# 北都留郡
北都留郡（日语：／ Kitatsuru gun */?）為山梨縣的郡。人口29,030人、面積279.71km²。（2003年）
現管轄有以下2村。
- 小菅村（こすげむら）
- 丹波山村（たばやまむら）